# Comuna Mala Mociulka, Teplîk
Mala Mociulka (în ucraineană Мала Мочулка) este o comună în raionul Teplîk, regiunea Vinnița, Ucraina, formată din satele Mala Mociulka (reședința) și Mîșarivka.

## Demografie
Componența lingvistică a satului Mala Mociulka
     Ucraineană (97,74%)
     Rusă (1,43%)
Conform recensământului din 2001, majoritatea populației satului Mala Mociulka era vorbitoare de ucraineană (97,74%), existând în minoritate și vorbitori de rusă (1,43%).